# ثورة صور (996–998)
ثورة صور كانت تمردًا مناهضًا للفاطميين قام به سكان مدينة صور، في لبنان الحديثة. بدأ الأمر عام 996، عندما ثار الشعب بقيادة بحار عادي يُدعى علاقة ضد الحكومة الفاطمية. أرسل الخليفة الفاطمي الحاكم بأمر الله جيشه وبحريته لاستعادة المدينة تحت قيادة أبي عبد الله الحسين بن ناصر الدولة والمحرَر ياقوت. تمركزت القوات في مدينتي طرابلس وصيدا صيدا المجاورتين، ومن ثم حاصرت القوات الفاطمية مدينة صور برًا وبحرًا لمدة عامين، وتمكنت من صد محاولة لسرب بيزنطي لتعزيز المدافعين وكبدوهم خسائر فادحة. في النهاية، سقطت صور مرة أخرى على يد الفاطميين في مايو 998 وتم نهبها وذبح المدافعين عنها وتم أسر بعضهم وإرسالهم إلى مصر، وتم إعدام علاقة عن طريق سلخه وصلبه حيًا، وأُعدم العديد من أتباعه، بالإضافة إلى 200 أسير بيزنطي.
ولقى أسطول بيزنطي حاول مساعدة المدافعين عن المدينة هزيمة ساحقة وتكبد خسائر فادحة. في 1086 سقطت مدينة صور بأيدي السلاجقة لتخضع لسيطرة الفاطمبيين مجدداً بحلول سنة 1089. وتشير بعض التقديرات السكانية لتلك الفترة إلى وجود حوالي 20 ألف شخص يعيشون داخل أسوار المدينة، حيث شكل الشيعة النسبة الأكبر من السكان.
بعد مرور عشر سنوات على سيطرة السلاجقه عليها، تجنبت مدينة صور التعرض للغزو بدفع الجزية للصليبيين الذين توجهوا لحصار القدس. وفي سنة 1111 تقريباً فرض ملك بيت المقدس بالدوين الأول حصارًا على المدينة [الإنجليزية] فقامت المدينة باللجوء إلى حماية القائد العسكري السلجوقي ظاهر الدين طغتكين. بدعم من القوات الفاطمية تدخل طغتكين وأجبر الفرنجة على رفع الحصار في أبريل 1112، بعد مقتل حوالي 2,000 من جنود بالدوين. ولاحقاً باع الفاطميون المدينة للسلطان ظاهر الدين طغتكين والذي أقام حامية عسكرية فيها.

## طالع أيضًا
- القرن 10 في لبنان
- الثورات المردة